# Château Larcis Ducasse
Pour les articles homonymes, voir Larcis (homonymie) et Ducasse (homonymie).
Le château Larcis Ducasse est un domaine viticole situé sur la commune de Saint-Émilion (Gironde). Depuis l'édition 2012 du classement des vins de Saint-Émilion, son AOC saint-émilion grand cru est promu « premier grand cru classé B ».

## Histoire
Au XVIe siècle, les vins de Larcis Ducasse sont extrêmement appréciés et déjà très recherchés. En 1841, Lecoutre de Beauvais mentionne Larcis comme étant l'un des meilleurs crus de Saint-Émilion. Quelques années plus tard, en 1867, une première médaille d'or de l'Exposition universelle de Paris est décernée pour la qualité des vins produits sur ce terroir exceptionnel.
En 1893, le château Larcis Ducasse est acheté par Henry Raba, descendant direct d'une grande famille d'armateurs et de commerçants basée à Bordeaux au XVIIIe siècle. Sa passion l'amène à investir une partie importante de sa fortune dans l'entretien de ce vignoble en terrasses et à équiper le château d'un matériel viticole de pointe. Son fils André prend la relève à son décès en 1925. André meurt ensuite pendant la guerre. Sans enfant, sa nièce Hélène Gratiot Alphandéry hérite de la propriété en 1941. Elle dirige à son tour la propriété aux côtés du maître de chai, Pharaon Roche, et son fils, Jacques Olivier Gratiot, directeur chez l'Oréal et membre de la Jurade, qui en devient gérant en 1990.
Aujourd'hui, le château Larcis Ducasse est toujours aux mains de la famille Gratiot Alphandéry et depuis 2002, la propriété est sous la direction de Nicolas Thienpont.

## Production
La superficie du vignoble est de 11,15 hectares, avec un encépagement composé de 78 % de merlot et de 22 % de cabernet franc.

#### Presse
- « Château Larcis Ducasse », sur lefigaro.fr.
- « Château Larcis-Ducasse », sur La Revue du vin de France.
- « Larcis la classe », sur Les Échos, 4 octobre 2019.
- « Larcis-Ducasse : la grande verticale (1940-2010) », sur mybettanedesseauve.fr, 7 janvier 2015.
- Jean-Luc Barde, « Château Larcis-Ducasse », Vigneron, no 40,‎ automne 2020, p. 190-191 (lire en ligne [PDF]).
- Jean-Luc Barde, « Château Larcis-Ducasse », Vigneron, no 53,‎ automne 2023, p. 178-179 (lire en ligne [PDF]).
- (en) Jane Anson, « Eight decades of Château Larcis Ducasse », sur Decanter, 17 octobre 2019.
- (en) James Molesworth, « The Bordeaux Diary: A Vertical of Larcis Ducasse Reveals a Château Recapturing Its Glory », sur Wine Spectator, 26 décembre 2012.
- (en) « Château Larcis Ducasse 1940–2010: Elegant Exoticism », sur World Of Fine Wine, 14 juin 2016.
- (en) Antonio Galloni, « Larcis Ducasse Retrospective: 1945-2014 », sur Vinous, 28 mars 2017.

#### Internet
- « Château Larcis Ducasse », sur ABC du vin.
- « Château Larcis Ducasse », sur Dico du vin, 4 octobre 2012.
- (en) Lisa Perrotti-Brown, « The Old Man and the Sea », sur The Wine Independent, 28 septembre 2022.
- (en) « Chateau Larcis Ducasse St. Emilion Bordeaux, Complete Guide », sur The Wine Cellar Insider.
- (en) « Chateau Larcis Ducasse », sur Wine-searcher.